# Lago Kandy
Lago Kandy es un lago en el corazón de la ciudad montañosa de Kandy, Sri Lanka. Fue construido en 1807 por el rey de Sri Vikrama Rajasinha de Sri Lanka junto al Templo del Diente. Con los años fue reducido de tamaño. Es un lago bajo protección, con actividades como la pesca, prohibidas. Hay muchas leyendas y folklore sobre el lago. Uno de ellos es que la pequeña isla en su centro fue utilizada por los Reyes helm para el baño y estaba conectado al palacio por un túnel secreto.